# 호모세린
호모세린(영어: homoserine)은 화학식이 HO2CCH(NH2)CH2CH2OH인 α-아미노산이다. 아이소트레오닌(영어: isothreonine)이라고도 한다. L-호모세린은 DNA에 의해 암호화되는 일반적인 아미노산 중 하나가 아니다. 호모세린은 골격에 추가적인 –CH2– 단위가 삽입되어 있어서 단백질생성성 아미노산인 세린과 다르다. 호모세린 또는 그 락톤 형태는 메티오닌의 분해에 의한 펩타이드의 사이아노젠 브로마이드 절단의 산물이다.
호모세린은 세 가지 필수 아미노산인 메티오닌, 트레오닌(호모세린의 이성질체), 아이소류신의 생합성 과정에서의 대사 중간생성물이다. 이것의 완전한 생합성 경로에는 해당과정, 시트르산 회로 및 아스파르트산 대사 경로가 포함된다. 호모세린은 아스파르트산 세미알데하이드의 중간생성물을 통해 아스파르트산의 두 번의 환원에 의해 형성된다. 구체적으로 호모세린 탈수소효소는 NADPH와 결합하여 L-아스파르트산 4-세미알데하이드를 L-호모세린으로 상호전환시키는 가역적인 반응을 촉매한다. 그런 다음 두 개의 다른 효소인 호모세린 키네이스 및 호모세린 O-석시닐트랜스퍼레이스는 호모세린을 기질로 사용하여 각각 포스포호모세린 및 O-석시닐 호모세린을 생성한다.

## 활용
상업적으로 호모세린은 아이소뷰탄올과 1,4-뷰테인다이올 합성의 전구체 역할을 할 수 있다. 정제된 호모세린은 효소 구조 연구에 사용된다. 또한 호모세린은 펩타이드 합성 및 프로테오글리칸 당펩타이드 합성을 규명하기 위한 연구에서 중요한 역할을 했다. 세균 세포주는 호모세린을 다량으로 만들 수 있다.

## 생합성
호모세린은 β-포스포아스파르트산으로부터 생성되는 아스파르트산-4-세미알데하이드를 통해 아스파르트산에서 생성된다. 호모세린 탈수소효소의 작용에 의해 세미알데하이드는 호모세린으로 전환된다.
|  |

L-호모세린은 호모세린 키네이스의 기질로, 포스포호모세린(호모세린-인산)을 생성한 다음, 트레오닌 생성효소에 의해 L-트레오닌을 생성한다.
호모세린은 호모세린 O-석시닐트랜스퍼레이스에 의해 L-메티오닌의 전구체인 O-석시닐 호모세린으로 전환된다.
호모세린은 아스파르트산 키네이스와 글루탐산 탈수소효소를 다른 자리 입체적으로 저해한다. 글루탐산 탈수소효소는 시트르산 회로를 통해 글루탐산을 α-케토글루타르산으로, α-케토글루타르산을 옥살아세트산으로 가역적으로 전환시킨다. 트레오닌은 아스파르트산 키네이스와 호모세린 탈수소효소의 또 다른 다른 자리 입체성 저해제로 작용하지만, 호모세린 키네이스의 경쟁적 저해제이다.

## 같이 보기
- 메티오닌
- 트레오닌
- 아이소류신